# Acétate de cuivre
Pour les articles homonymes, voir Verdet.
L'acétate de cuivre(II), autrefois appelé « verdet » pour sa couleur à l'état anhydre, est un composé chimique ou sel de cuivre au degré d'oxydation II, de formule brute Cu2(OAc)4 où (AcO−) représente l'anion acétate (CH3CO2−). La forme hydratée de l'acétate de cuivre forme, elle, un dimère de formule Cu2(OAc)4(H2O)2.

## Autres noms
L'acétate de cuivre ou acétate de cuivre(II) peut dans la pratique se nommer :
- Acétate cuivrique
- Acétate cuivrique anhydre
- Diacétate de cuivre
- Acétate cuprique
- Acétate de cuivre (II) anhydre
- ou, anciennement, verdet.

## Propriétés physiques et chimiques
L'acétate de cuivre est un solide cristallin vert foncé, alors que l'acétate de cuivre hydraté Cu2(OAc)4(H2O)2, qui est un autre corps chimique, est nettement plus vert-bleu ou bleu-vert. 
Ces deux corps chimiques mis en solutions aqueuses concentrées apportent une couleur vert-bleu.
L'acétate de cuivre donne par distillation en milieu acide en présence de charbon actif le corps simple cuivre métal et un "sublimé d'acétate cuivreux".

## Structure

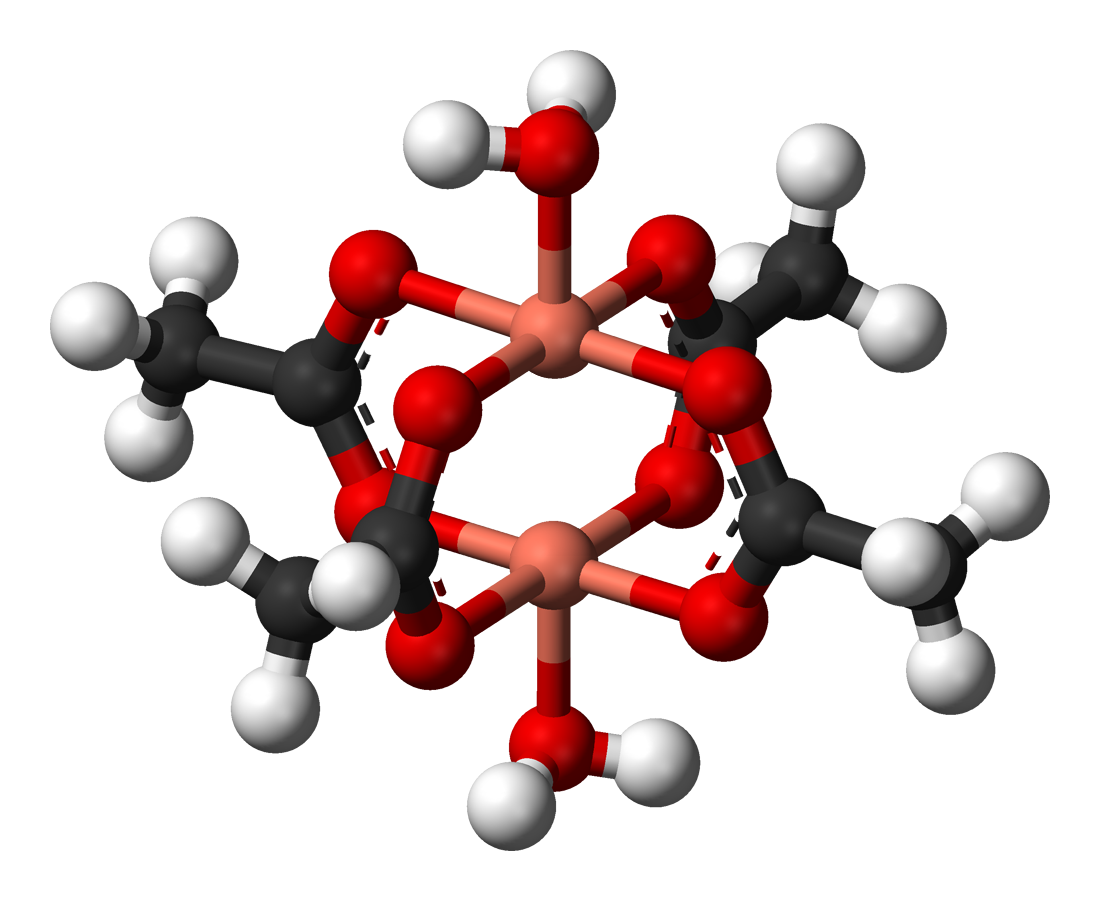
Structure du dimère d'acétate de cuivre(II) hydraté

L'acétate de cuivre hydraté adopte une structure en « roue à aubes » que l'on rencontre aussi chez les tétraacetétes de Rh(II) et Cr(II) ,. Un atome d'oxygène de groupe acétate est lié a un atome de cuivre formant une liaison de 197 pm. Deux ligands d'eau complètent la sphère de coordination, avec une distance Cu–O  de 220 pm. Les deux atomes de cuivre pentacoordinés sont séparés par une distance de 262 pm, proche de la distance Cu–Cu dans le cuivre métallique. les deux centres de cuivre interagissent, ce qui réduit le moment magnétique, si bien que vers −183,15 °C, Cu2(OAc)4(H2O)2 est essentiellement diamagnétique du fait de l'auto-annulation des deux spins opposés. L'étude de Cu2(OAc)4(H2O)2 marque une étape importante dans le développement des théories modernes sur le couplage antiferromagnétique.

## Usages anciens et modernes
Depuis l'Antiquité, l'acétate de cuivre est utilisé comme fongicide et colorant (pigments verts).
On a évidemment reproduit ce processus naturel à l'aide d'un élément acide, le marc de raisin (processus de fermentation à l'air), ce qui explique que la production d'acétate de cuivre fut concentrée dans certaines zones viticoles. 
Aujourd'hui, l'acétate de cuivre est utilisé comme source de cuivre en synthèse inorganique et comme catalyseur ou agent oxydant en synthèse organique. Comme tous les composés de cuivre, il émet une lueur bleu-vert brillant dans une flamme.

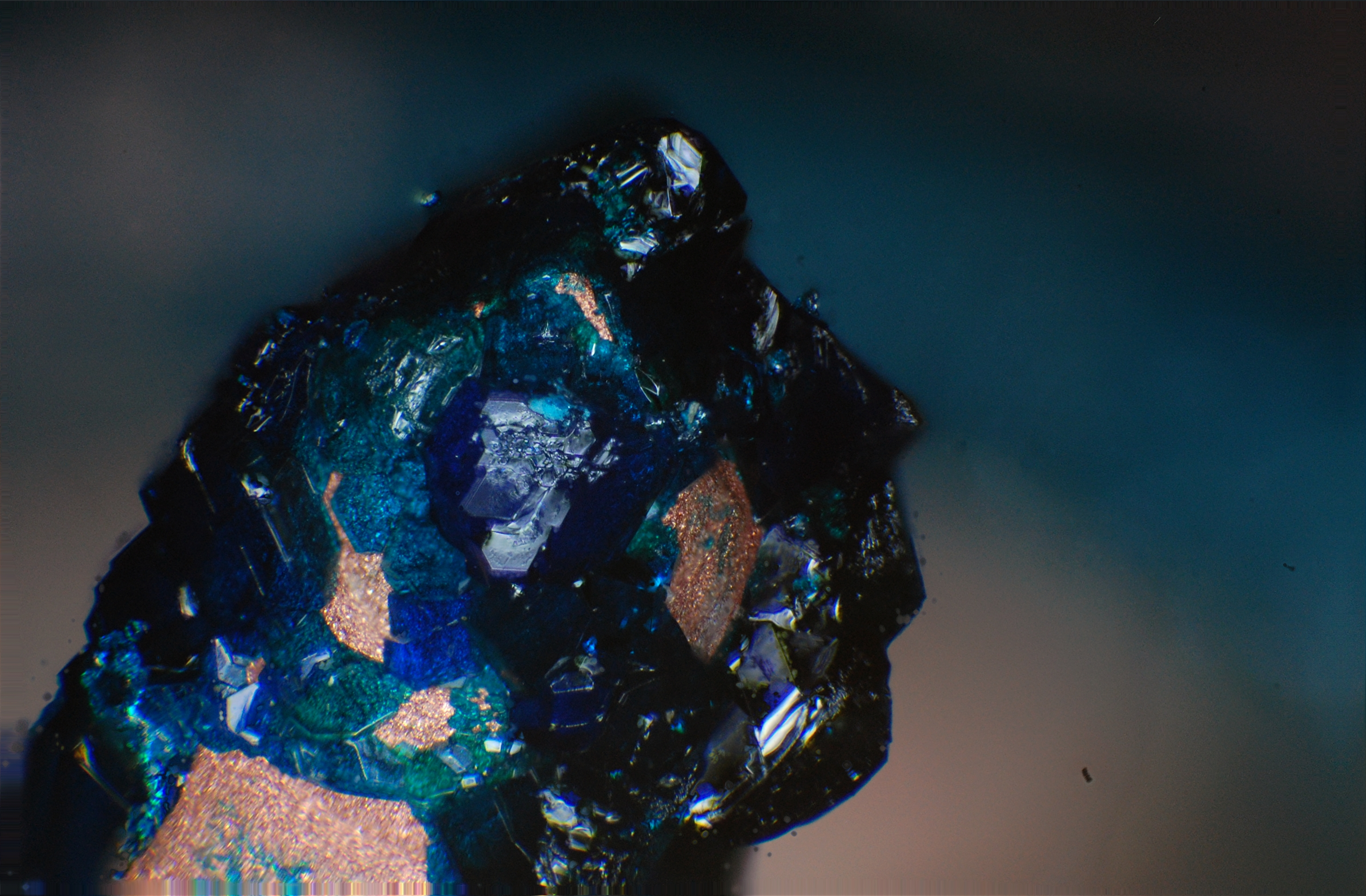
Vert-de-gris en fil de cuivre (en micro-photo)

L'acétate de cuivre (II) est le principal composant du vert-de-gris, une substance bleu-vert qui se forme sur le cuivre après une longue exposition à l'atmosphère. Il fut historiquement constaté dans les vignobles, dans la mesure où l'acide acétique est un sous-produit de la fermentation. Cette fermentation à l'air laisse apparaître un fond bleu à l'extérieur de la feuille. Il suffit alors de gratter et de le dissoudre dans l'eau.  
Ce composé chimique a été utilisé comme pigment ou fut mélangé avec de l’anhydride arsénieux ou trioxyde d'arsenic, ou encore oxyde arsénieux appelé autrefois « arsenic blanc » sous forme de vert de Paris, ou acéto-arsénite de cuivre un puissant insecticide et fongicide.

## Liens externes

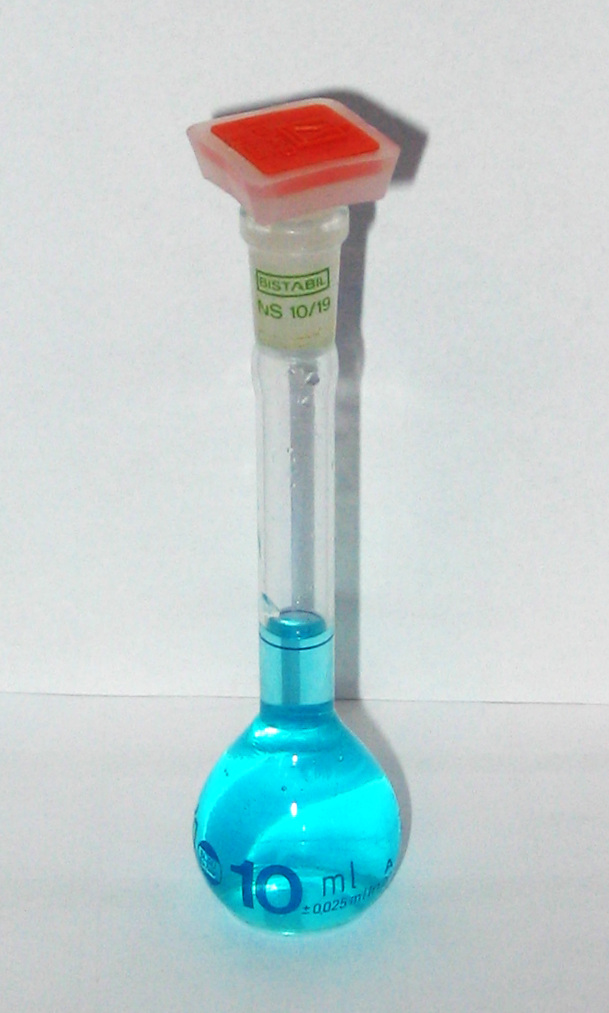
Solution aqueuse